# Chatukajskie osiedle wiejskie
Chatukajskie osiedle wiejskie (ros. Хатукайское сельское поселение) – jedno z 7 osiedli wiejskich w rejonie krasnogwardiejskim wchodzącym w skład Republiki Adygei. W 2022 liczyło 5167 mieszkańców.